# BLG 66 Belouga
BLG 66 Belouga – francuska bomba kasetowa skonstruowana w latach 70. XX wieku w firmie Matra (obecnie część koncernu MBDA). Bomba przenosi 151 podpocisków. Zależnie od wersji mogą być to podpociski AC (przeciwczołgowe), EG (odłamkowe) lub IZ. Bomba przenoszona jest przez samoloty A-4 Skyhawk, Super Étendard, Dassault/Dornier Alpha Jet, F-5E Freedom Fighter, Hawk, Jaguar, Mirage III, Mirage 5, Mirage F1, i Mirage 2000. Poza lotnictwem francuskim (Armée de l’air) i lotnictwem francuskiej floty (Force d'action navale) bomby BLG 66 są używane przez siły zbrojne takich państw jak Argentyna, Grecja, Indie, Irak (do 2003 roku) i Kuwejt.